# Neoclosterus opacipennis
Neoclosterus opacipennis är en skalbaggsart som beskrevs av Boppe 1912. Neoclosterus opacipennis ingår i släktet Neoclosterus och familjen långhorningar.
Artens utbredningsområde är Gabon. Inga underarter finns listade i Catalogue of Life.